# Raorchestes glandulosus
Raorchestes glandulosus é uma espécie de anfíbio da família Rhacophoridae.
É endémica da Índia.
Os seus habitats naturais são: florestas subtropicais ou tropicais húmidas de baixa altitude, regiões subtropicais ou tropicais húmidas de alta altitude, plantações e vegetação introduzida.
Está ameaçada por perda de habitat.